# Paramesacanthion brevilabiatum
Paramesacanthion brevilabiatum is een rondwormensoort uit de familie van de Thoracostomopsidae. De wetenschappelijke naam van de soort is voor het eerst geldig gepubliceerd in 1946 door Schuurmans Stekhoven.